# Garona (Álava)
Garona es un despoblado que actualmente forma parte del concejo de Elburgo, que está situado en el municipio de Elburgo, en la provincia de Álava, País Vasco (España).

## Toponimia
A lo largo de los siglos ha sido conocido con los nombres de Garaona, Garina, Garona y Garoña.

## Historia
Documentado desde 1025 (Reja de San Millán), fue una de las ocho villas que propició la concesión del fuero real y título de villa de Elburgo, pasando poco después sus pobladores a vivir a dicho municipio.
Actualmente sus tierras son conocidas con el topónimo de Garaona.